# Laboratorium Cyfrowe Humanistyki Uniwersytetu Warszawskiego

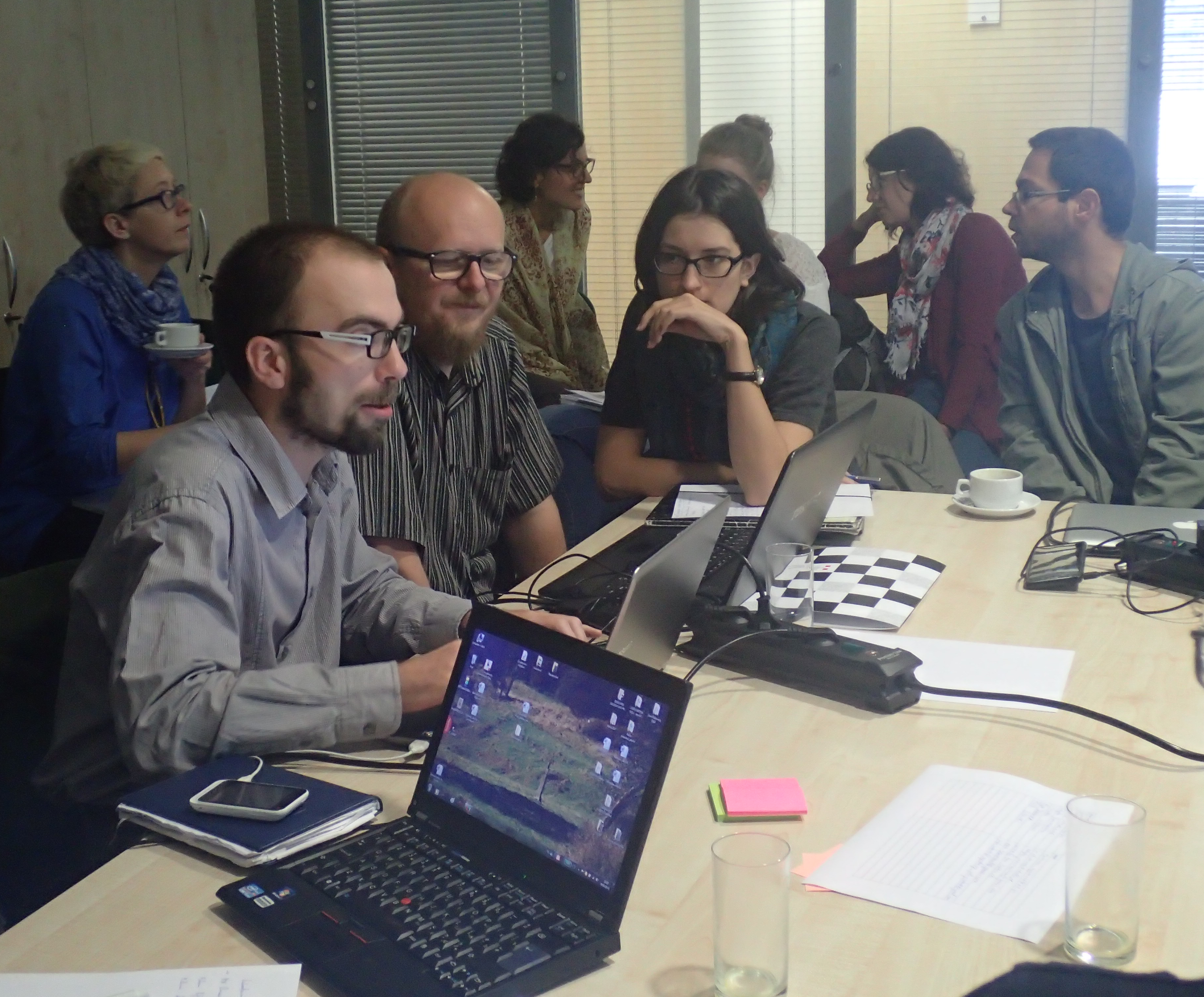
Warsztaty z Polskim Towarzystwem Historii Mówionej w siedzibie Laboratorium Cyfrowego Humanistyki UW

Laboratorium Cyfrowe Humanistyki Uniwersytetu Warszawskiego (LaCH UW) – struktura działająca w ramach Uniwersytetu Warszawskiego, której celem jest wspieranie wykorzystywania metod cyfrowych w badaniach i edukacji humanistycznej oraz rozwijanie kompetencji cyfrowych wśród humanistów. Laboratorium recenzuje, inicjuje oraz realizuje komponenty cyfrowe w projektach naukowych w dziedzinach humanistycznych i społecznych oraz prowadzi działalność dydaktyczną, organizując warsztaty i opracowując materiały edukacyjne.

## Historia
LaCH UW zostało powołane w grudniu 2015 roku w ramach współpracy jednostek Uniwersytetu Warszawskiego: wydziałów humanistycznych, Wydziału Matematyki, Informatyki i Mechaniki (MIM UW) i Interdyscyplinarnego Centrum Modelowania Matematycznego i Komputerowego (ICM). Od kwietnia 2017 roku trwa proces łączenia LaCH UW oraz Centrum Otwartej i Multimedialnej Edukacji Uniwersytetu Warszawskiego (COME UW), w wyniku którego powstać ma Centrum Kompetencji Cyfrowych Uniwersytetu Warszawskiego.
Wsparcie koncepcyjne, eksperckie i informatyczne projektów humanistycznych oraz działalność dydaktyczna dotyczy szerokiego wyboru metod cyfrowej humanistyki, m.in. digitalizacji (2D i 3D), edycji cyfrowych, przetwarzania języka naturalnego, budowy korpusów językowych, gromadzenia, analizy i wizualizacji danych, budowy archiwów i bibliotek cyfrowych oraz archiwizacji Webu. W ramach Laboratorium funkcjonują dwie pracownie: digitalizacyjna oraz archiwizacji Webu (webArch).
Rok po założeniu LaCH UW, w dniach 8 i 9 grudnia 2016 roku, odbyła się organizowana przez Laboratorium konferencja 'Digital Humanities Centres: Experiences and Perspectives'. Była to pierwsza w Europie konferencja poświęcona wyłącznie instytucjonalnym ramom, w których prowadzone są badania z zakresu humanistyki cyfrowej. W spotkaniu wzięło udział blisko 70 badaczy i badaczek z Europy, USA i Azji. Zaproszenie do wystąpienia w roli Keynote Speakrers przyjęli prof. Frédéric Kaplan (Chair of the Digital Humanities, Ecole Polytechnique Federale de Lausanne), prof. Gerhard Lauer (Georg-August-Universität Göttingen), prof. Jan Christoph Meister (Executive Comittee of the EADH, University of Hamburg) oraz prof. Susan Schreibman (Head of An Foras Feasa, Maynooth University), na co dzień kierujący czołowymi ośrodkami humanistyki cyfrowej w Europie.
W 2018 roku LaCH UW współorganizowało (z ramienia Uniwersytetu Warszawskiego, w ramach konsorcjum DARIAH-PL) wraz z Muzeum Historii Polski oraz DARIAH-DE konferencję 'Making Cultural Heritage Data Accessible and Reusable: Finding Best Practices' odbyła się w dniach 19-20 kwietnia tegoż roku. Konferencja poświęcona była wyzwaniom związanym ze współpracą instytucji dziedzictwa oraz środowiska akademickiego i miała charakter międzyśrodowiskowy - wzięli w niej udział przedstawiciele instytucji dziedzictwa (w tym centrów kompetencji ds. digitalizacji), organizacji pozarządowych oraz ośrodków naukowych.
W latach 2016–2018 Laboratorium organizowało cykl otwartych wykładów "Poza interfejsem: humanistyka i informatyka", prezentujących w humanistycznej perspektywie zagadnienia związane z technologią i cyfrowością. Wykłady dotyczyły projektowania i badania gier, tworzenia oprogramowania (software i platform studies), sztucznej inteligencji, archiwów cyfrowych, literatury elektronicznej oraz kultury internetu.

## Zadania laboratorium
Istotnym zadaniem LaCH UW jest także popularyzowanie wiedzy o metodach badań z zakresu humanistyki cyfrowej. Regularnie realizowane są adresowane do humanistów warsztaty z zakresu programowania (Python, R), obsługi wybranych narzędzi cyfrowych (Omeka, WordPress, LaTeX) czy metod cyfrowej humanistyki (wizualizacja sieci, archiwizacja internetu i praca z archiwami Webu, naukowe edycje cyfrowe). W Laboratorium realizowany jest także program EduLach, w ramach którego prowadzone są warsztaty dla uczniów z zakresu edukacji medialnej i cyfrowej.